# Broscăuți
Broscăuți è un comune della Romania di 3 476 abitanti, ubicato nel distretto di Botoșani, nella regione storica della Moldavia.
Il comune è formato dall'unione di 2 villaggi: Broscăuți e Slobozia.